# Kreuzstein (Goldkronach)
Kreuzstein ist ein Gemeindeteil der Stadt Goldkronach im Landkreis Bayreuth (Oberfranken, Bayern). Kreuzstein liegt in der Gemarkung Nemmersdorf.

## Geografie
Die Einöde liegt an der Kreisstraße BT 12, die nach Nemmersdorf (1,2 km nördlich) bzw. an Saas vorbei nach Untersteinach zur Staatsstraße 2181 verläuft (1,6 km südlich). Eine Gemeindeverbindungsstraße führt nach Reuth. Ein Anliegerweg führt nach Sommerleithen (0,4 km östlich) bzw. nach Pfergacker (0,6 km nordöstlich).

## Geschichte
Der Ort wurde nach 1997 auf dem Gemeindegebiet von Goldkronach gegründet. Benannt wurde er nach dem Flurgebiet Kreuzstein. Am 1. April 2015 wurde das Anwesen amtlicherseits Kreuzstein genannt und ein Gemeindeteil von Goldkronach.